# Glas+Rahmen
Glas+Rahmen ist ein Fachmagazin der Glas-, Fenster- und Fassadenbranche.
In monatlichen Titelthemen behandelt Glas+Rahmen aktuelle Themen aus den Bereichen Glasanwendungen, Fenster/Türen, Fassaden, Rollladen, Wintergärten und Sonnenschutz. Glas+Rahmen ist das alleinige Organ des Bundesinnungsverbandes des Glaserhandwerks (BIV), des Bundesverbandes der Jungglaser und Fensterbauer sowie mehrerer Landesinnungsverbände.
Glas+Rahmen berichtet zwölfmal im Jahr über Produktinnovationen der Branche sowie über gesetzliche und normative Neuerungen. Darüber hinaus informiert Glas+Rahmen über Entwicklungen in den Unternehmen und über die Verbandsaktivitäten auf Landes- und Bundesebene. Sämtliche Berichte gibt es auch auf der Website.
Empfänger von Glas+Rahmen sind Industrie, Handwerk, Zulieferer, Fachhandel, Architekten und Bauplaner sowie Forschungseinrichtungen und Fachinstitutionen in Deutschland, Österreich und der Schweiz.